# إسماعيل العماري
الفريق إسماعيل العماري  رئيس لجهاز المخابرات الجزائرية سابق، قسم مكافحة التجسس والامن الداخلي، توفي بعد إحالته على التقاعد.
الرجل الأول في مصلحة الأمن والبحث التابعة لجهاز الاستعلام والأمن، كان واحداً من الجنرالات الجزائريين المؤثرين.

## سيرته
ولد إسماعيل العماري في 1 يونيو 1941 ببني سليمان بولاية المدية في عائلة مهاجرة من بيجاية بمنطقة القبائل[بحاجة لمصدر]، كانت عائلته تقيم بضواحي الحراش بالعاصمة وقد التحق بصفوف جيش التحرير الوطني في 5 سبتمبر 1958 بالولاية التاريخية الرابعة (ناحية العاصمة) ثم بالقوات البحرية عام 1961 بعد فترة قصيرة قضاها في سلك الشرطة، وتابع عام 1973 تكوينا خاصا للحصول على رتبة ملازم أول وترقى وتدرج في الخدمة العملياتية وتقلد العديد من المناصب بمختلف هياكل الجيش الوطني الشعبي.

## دوره في المصالحة الوطنية
ارتبط اسمه بتنفيذ اتفاق للمصالحة سمح بعودة آلاف المسلحين إلى الحياة الطبيعية عام  1999، كان له دورًا فعالًا في انجاح مسعى السلم والمصالحة الوطنية ما بين الإسلاميين والسلطة من أجل حل المشاكل والتوصل إلى إطفاء نار الفتنة لدرجة أنه كان متبنيًا لمقاربة جريئة لفهم المأساة الوطنية.
فقد كان إسماعيل العماري يرأس منذ عام 1992 مصلحة مكافحة التجسس و«هو مختص في إدارة الصراع مع الإسلاميين وفي عمليات مكافحة التجسس». أهم عمل قام به علي الإطلاق يتمثل في إبرام اتفاق الهدنة مع مدني مزراق التي انتهت إلي حل تنظيم الجيش الإسلامي للإنقاذ وهو «يعد رجلًا يجمع بين صفتي الاستخبارات والعمليات في الآن نفسه». كما تولي إسماعيل العماري ملفات الجماعة الإسلامية المسلحة وقاد منذ سنة 1997 مفاوضات مباشرة وسرية مع مدني مزراق والإسلاميين المنفيين في أوروبا وإلتقى شخصيًا رابح كبير رئيس الهيئة التنفيذية للفيس في الخارج. وبذلك استطاع أن يفرض نفسه كمفاوض أساسي للإسلاميين خاصة المسلحين.
و في هذا السياق، يعترف أمراء الجيش الإسلامي للإنقاذ (الآئياس) المحل بالمفاوضات السرية التي قادها إسماعيل العماري شخصيًا معهم أبرزهم مدني مزراق أمير التنظيم والأمراء الجهويين حيث «اجتمع شخصيًا معنا مقنع الوجه» وأثمر ذلك لاحقًا بصدور عفو شامل على المهادنين ويقال أن الرجل «قام بعمل كبير بشأن قانون الوئام المدني».

## وفاته
توفي إسماعيل العماري في حدود الساعة الحادية عشرة وخمسون دقيقة من ليلة الاثنين إلى الثلاثاء 28 أغسطس 2007 بالمستشفى العسكري عين النعجة عن عمر يناهز 66 عامًا إثر نوبة قلبية وذلك بعد ساعات فقط من تنقله إلى مستشفى زميرلي بالحراش لزيارة مصطفى كرطالي.

## روابط خارجية
- Obituary in The Times, 27 September 2007
- http://francalgerie.tumblr.com/